# Reviews in Cardiovascular Medicine
Reviews in Cardiovascular Medicine is een internationaal, aan collegiale toetsing onderworpen wetenschappelijk tijdschrift op het gebied van de cardiologie.
De naam wordt in literatuurverwijzingen meestal afgekort tot Rev. Cardiovasc. Med.
Het wordt uitgegeven door MedReviews, LLC en verschijnt 4 keer per jaar.
Het eerste nummer verscheen in 2000.